# Rossiejskieje zjeleznye dorogi
De Rossiejskieje zjeleznye dorogi (RZjD) is de spoorwegmaatschappij in Rusland (Russisch: Российские железные дороги; Rossiejskieje zjeleznje dorogi). Het Russische spoorwegnetwerk is met een totale lengte van 87.157 km (2002) het op een na grootste in de wereld.

## Geschiedenis

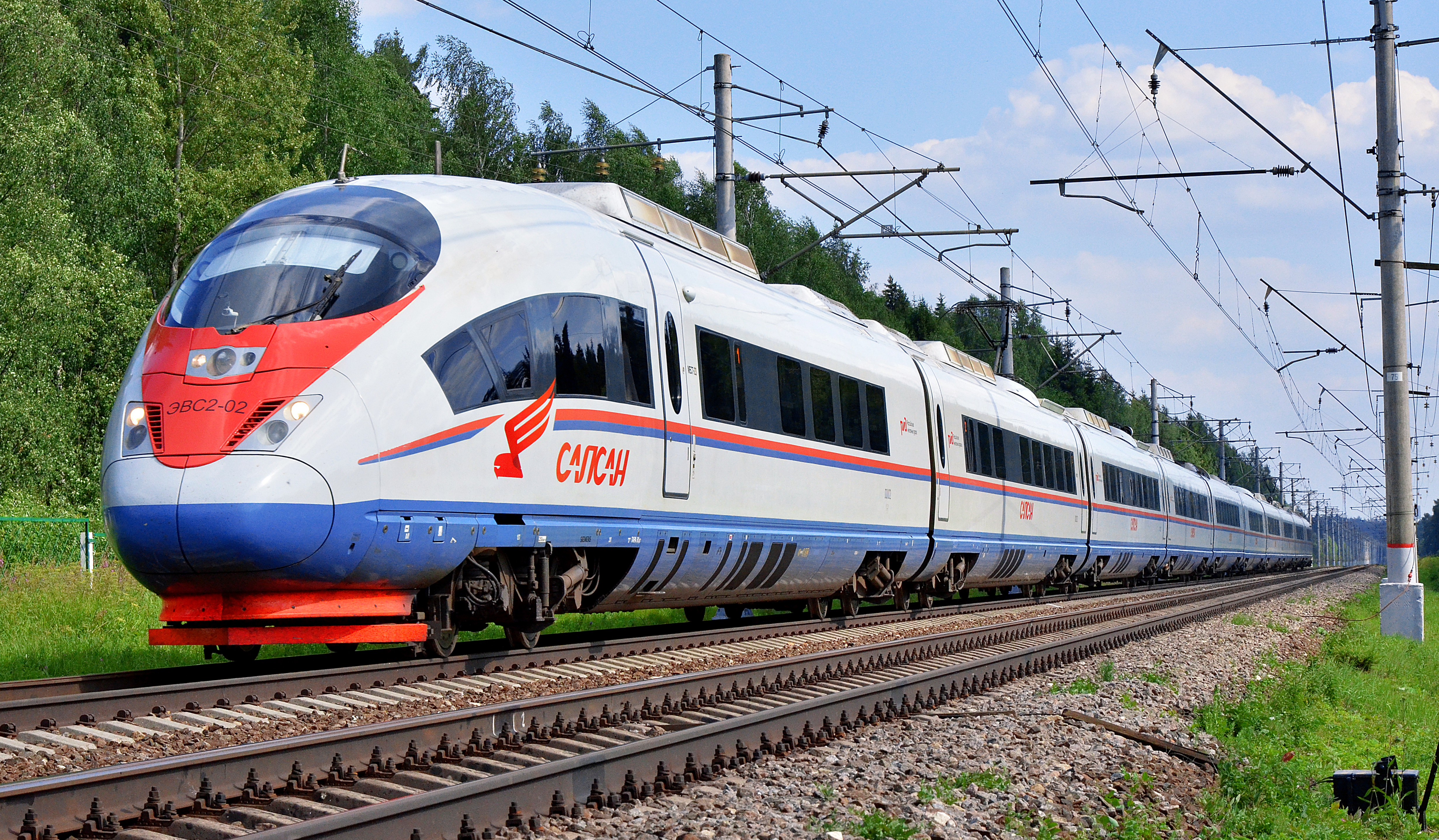
Velaro RUS van Siemens

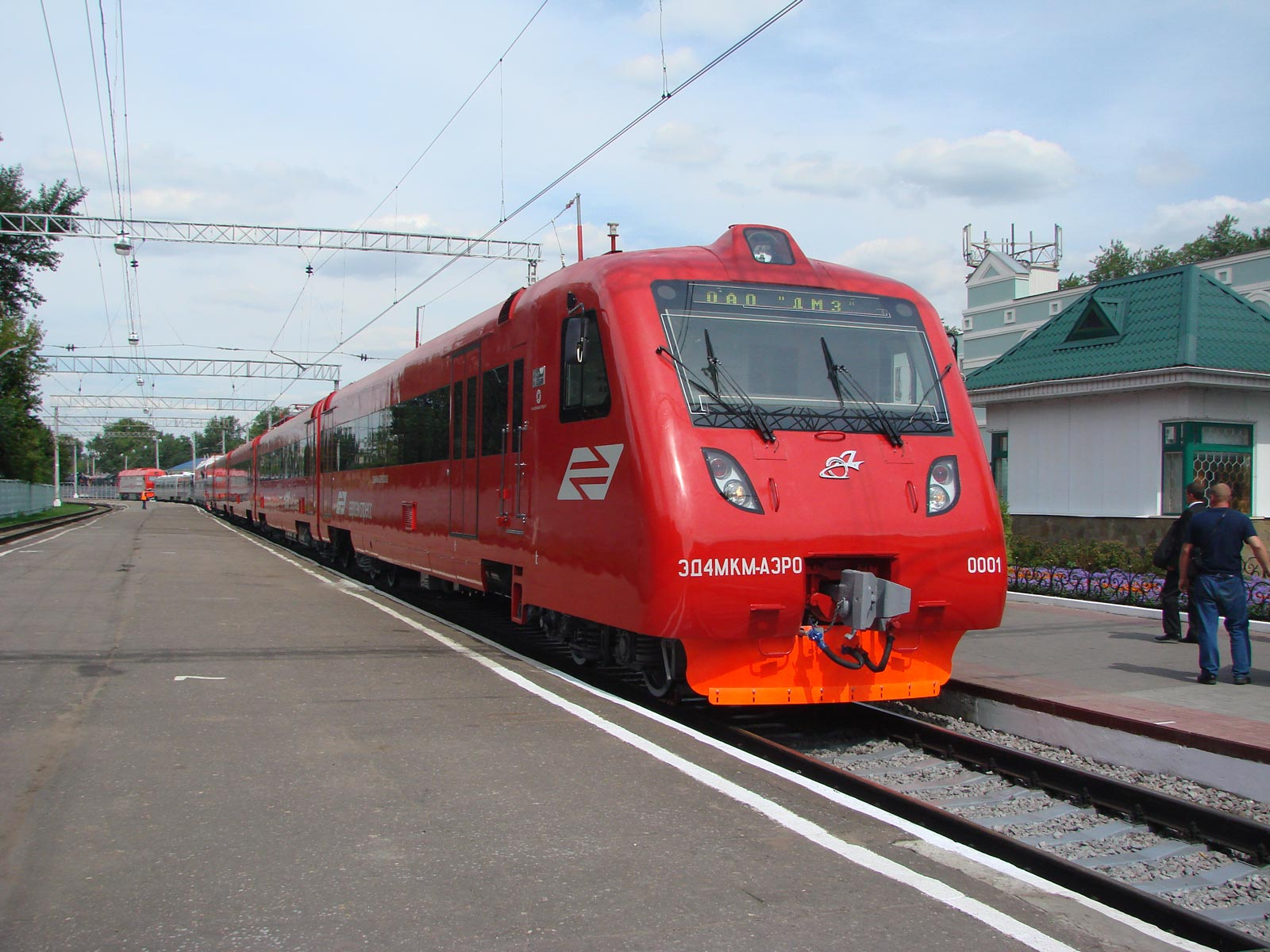
Russische EMU ED4MKM-AERO

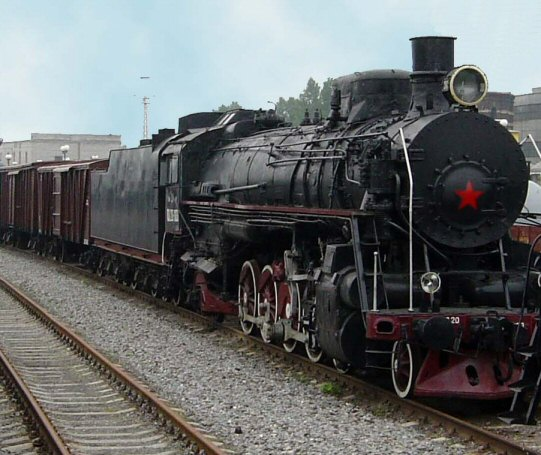
Russische stoomlocomotief

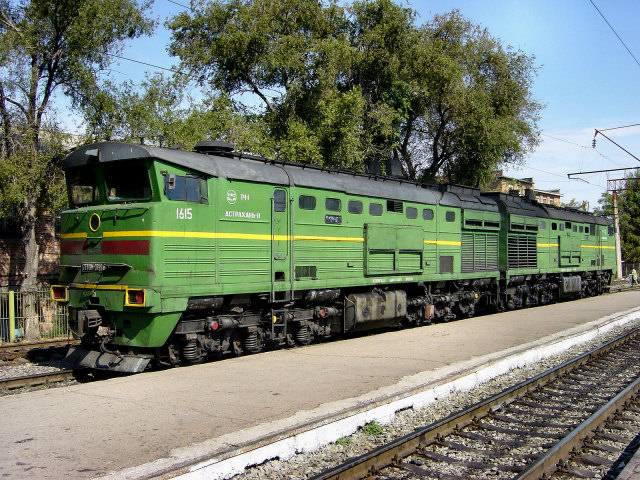
Russische diesellocomotief

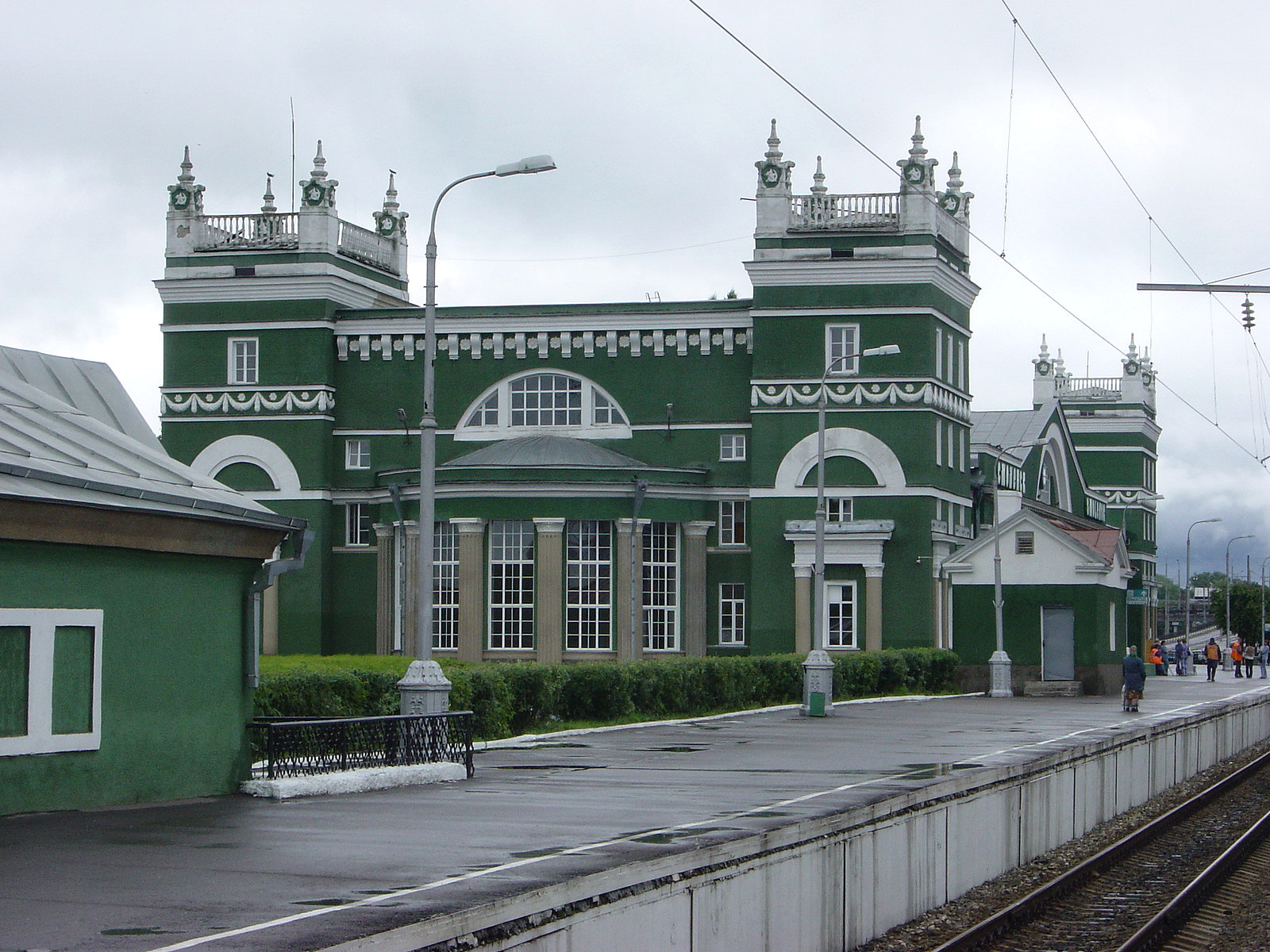
Stationsgebouw van Smolensk in "paleisstijl"

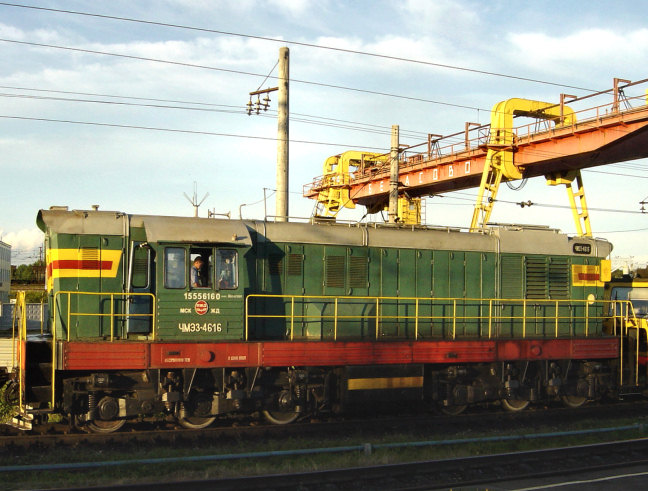
Russische rangeerlocomotief CHME3

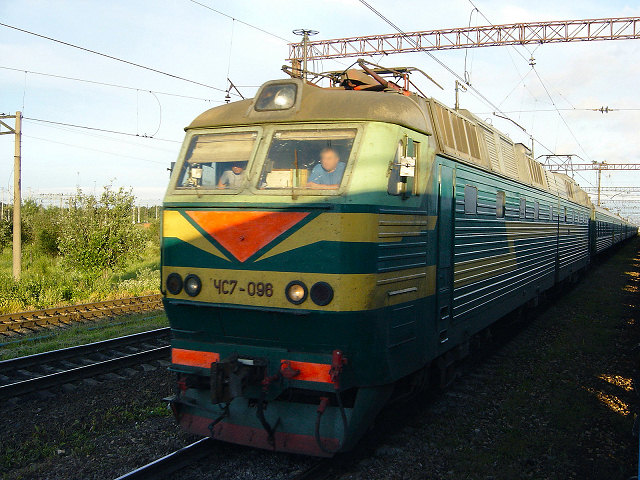
Russische elektrische locomotief CHS7

De eerste Russische stoomlocomotief werd gebouwd in het jaar 1834 door Jefim (vader) en Miron (zoon) Tsjerepanov, in de Vyjsk-fabriek in Nizjni Tagil (Oeral). Technisch gezien bleek deze machine een succes te zijn. Speciaal voor proefritten werd er een 859,5 meter lang spoor aangelegd, met de eigenaardige spoorwijdte van 1645 mm die te wijten was aan oude Russische maateenheden. De stoomloc (asindeling 1-1-0) kon 3,3 ton erts met een snelheid van 13–16 km/h vervoeren. Gezien het succes bouwden vader en zoon een tweede machine, die iets groter was. Ook het vermogen nam toe, van 30 naar 40 pk. De tweede loc was in staat om 16,4 ton erts met snelheid van 16 km/h te vervoeren, een grote vooruitgang ten opzichte van de eerste machine. Toch kwam, onder druk van de paardentransportondernemers, het geplande ongeveer 3 km lange werkspoor voor het ertsvervoer niet tot stand. Ook het proefspoor en de locomotief zelf werden gesloopt.
In het jaar 1835 werd begonnen met de aanleg van de eerste openbare spoorweg. Dat werd ook de eerste staatsspoorweg. De Oostenrijkse ingenieur die de leiding over dit project had, vond dat het normaalspoor te smal was om hoge snelheden en comfort te verzekeren. Daarom liet hij een spoorlijn met een spoorwijdte van 6 voet, ofwel 1829 mm bouwen.
Stoomlocomotieven, waarvan het ontwerp, met een paar aanpassingen, op normaalspoorlocomotieven gebaseerd werd, werden besteld in Engeland (6 stuks) en in België (1 stuk). De stoomlocomotieven werden 'stoomboten voor het droge' genoemd. Het speciale woord 'parovoz' (stoomrijder) werd pas later ingevoerd.
De 26 km lange lijn, die Sint-Petersburg (de toenmalige hoofdstad van Rusland) en Tsarskoje Selo (Tsarendorp, de buitenresidentie van tsaar) verbond, werd plechtig ingehuldigd op 30 oktober 1837. Deze spoorweg had echter een speelgoedkarakter: ze werd vooral door de rijken gebruikt voor plezierritjes. Dankzij het brede spoor konden ze ook eenvoudig hun paarden en koetsen op de platte wagens meenemen. Stations werden in paleisstijl gebouwd. Er werden daar optredens en concerten georganiseerd. Het Russische woord voor het stationsgebouw, 'vokzal', betekent letterlijk concert- of feestzaal. Toch had deze spoorweg wel degelijk nut. Er werd bewezen dat de bouw en exploitatie van spoorwegen in de Russische omstandigheden mogelijk was en dat de treinen niet aan rails vastvroren, zoals sommigen hadden beweerd.

### Moskou - Sint-Petersburg
In de zomer van 1843 begon men met de bouw van de eerste 'echte' spoorweg. Die moest Moskou en Sint-Petersburg, de twee grootste steden van het rijk, met elkaar verbinden. Deze spoorweg, die in 1851 voltooid werd, was voor die tijd een echt technisch hoogstandje. De spoorweg, die 650 km lang was, werd vanaf het begin dubbelsporig gebouwd. Er waren ook bijna geen bochten. De spoorwijdte bedroeg 1524 mm, ofwel 5 voet, Russisch breedspoor.
Na 1860 kwam de spoorwegbouw in Rusland in een stroomversnelling. Spoorwegen werden zowel door de staat als door particulieren gebouwd. In 1912 werden echter alle privéspoorwegen door de staat opgekocht en werd de nationale spoorwegmaatschappij RZD (РЖД, later SZD (СЖД) en tegenwoordig opnieuw RZD) opgericht.

### Trans-Siberische spoorweg
Op het einde van negentiende eeuw werd begonnen met de aanleg van de Trans-Siberische spoorlijn. Sinds 1901 konden treinen over deze spoorlijn Vladivostok bereiken, hoewel eerst nog via China. Het enorme Siberië, dat tot dan toe bijna onbewoond was, met uitzondering van inheemse nomadenstammen en Russische handelsposten, werd in snel tempo gekoloniseerd. Iedereen die zich daar kwam vestigen, kreeg een groot stuk grond en werd voor enkele jaren vrijgesteld van belastingen. Dankzij de Trans-Siberische spoorweg ontstonden er talloze dorpen en steden, waaronder de miljoenenstad Novosibirsk, voordien slechts een klein naamloos dorpje.
De spoorwegen liepen tijdens de Russische Revolutie en de Burgeroorlog schade op, maar werden in snel tempo hersteld. Ook werden nieuwe spoorlijnen aangelegd. De belangrijkste was de in de jaren 20 en 30 gebouwde, 5000 km lange Turkestan-Siberische spoorlijn die dwars door Centraal-Azië loopt. Ook het rollende materieel werd tijdens het Interbellum gemoderniseerd. In plaats van de oude Ov-locomotieven kwamen modernere machines, zoals type E en type SO. Snelle reizigerstreinen werden getrokken door Su-locomotieven. Er werden ook geheel nieuwe types van locomotieven ontwikkeld. In 1924 werd naar een ontwerp van ingenieur Gakkel de eerste diesellocomotief van Rusland gebouwd, waarschijnlijk ook de eerste van de wereld. Er werden meerdere prototypes gebouwd. Maar omdat de toenmalig minister der Verbindingswegen van de USSR een warm voorstander van stoomtractie was, raakten ze snel in de vergetelheid. Alle prototypes werden gesloopt, met uitzondering van de eerste, die bewaard gebleven is en te zien is in het spoorwegmuseum van Sint-Petersburg.
Na de Tweede Wereldoorlog werden ook nieuwe types van locomotieven in gebruik genomen, waaronder het L-type. Ook vele als oorlogsbuit gemaakte Duitse machines, vooral BR52, die tot TE omgedoopt werd, deden dienst. De laatste stoomlocomotief van Rusland werd gebouwd in 1956 en was van het type P36. Dat waren prestigemachines, de trots van de Sovjetindustrie. Het was zelfs verboden om er foto's van te nemen. De laatste in Rusland gebouwde stoomlocomotief is te zien in het Spoorwegmuseum Sint-Petersburg.
Men kan niet exact nagaan wanneer stoomtractie in Rusland verdween, want vele grote fabrieken hadden eigen spooraansluitingen en rollend materiaal. Ook bij de spoorwegen zelf bleven locomotieven vaak na officiële buitendienststelling nog actief als vervangloc, zware rangeerloc, en uiteindelijk als verwarmingsinstallatie. Men neemt aan dat tegen 1980 stoomtractie in Rusland zo goed als verdwenen was. Maar al in het jaar 1965 werden 85% van alle treindiensten door diesel- en elektrische locomotieven gereden.
In de jaren 50 en 60 werden talrijke spoorwegen geëlektrificeerd. In de jaren 50 werd in de fabriek van Riga (de hoofdstad van Letland) het zeer succesvolle elektrische treinstel van het type ER ontwikkeld. Ondanks hun eerbiedwaardige leeftijd zijn deze nog steeds overal in Rusland actief.
Vele naoorlogse Russische diesellocomotieven, zoals TGM, vertonen verwantschap met de Amerikaanse types van jaren 1940. Dit is te danken aan Amerikaanse Lend-Lease-locomotieven, die tijdens de Tweede Wereldoorlog als oorlogshulp door de VS aan de USSR werden geleverd.
De enige grote spoorweg die na de Tweede Wereldoorlog gebouwd werd, is de spoorlijn Baikal-Amoer. Deze spoorlijn loopt evenwijdig aan de Trans-Siberische Spoorweg, maar veel noordelijker. Ze werd gebouwd om de enorme natuurlijke rijkdommen van het noorden van Siberië toegankelijk te maken, maar ook om militaire redenen, daar de Trans-Siberische spoorweg te dicht bij de Chinese grens lag.

### Na de Sovjet-Unie
Na het uiteenvallen van Sovjet-Unie kwamen de spoorwegen in diepe crisis terecht. Talloze kleine lijnen werden gesloten. Maar de laatste paar jaar gaat het weer beter, er wordt ook weer geïnvesteerd, vooral in rollend materieel.
In december 2004 koos de Russische spoorwegen principieel voor de aankoop van minimaal 60 hogesnelheidstreinen bij een joint venture van Siemens (bouwer van de ICE) en de Russische CJSC Transmashholding. In mei 2006 tekende de spoorwegen een contract met Siemens voor de aankoop van de eerste acht treinen voor 276 miljoen euro. De eerste serie hogesnelheidstreinen werd in december 2009 in gebruik genomen en reeds op de trajecten Moskou - Sint-Petersburg en Sint-+Petersburg - Helsinki. Vanaf juli 2010 werd ook gereden op het traject Moskou - Nizjni Novgorod. De Russische spoorwegen hadden voor 2009 ook de spoorweginfrastructuur op dat traject aangepast, zodat er met maximumsnelheden van 250 tot 300 km/h gereden kon worden. Later zullen op meer trajecten hogesnelheidstreinen komen te rijden met snelheden van 160 tot 200 km/h (o.a. verbindingen van Moskou met Rostov aan de Don, Kiev en Jekaterinenburg).
Sinds 2007 zijn op verschillende trajecten gescheiden slaapcoupés voor mannen en vrouwen ingevoerd, op verzoek van de laatsten.